# Svartstrupig snårsparv
Svartstrupig snårsparv (Atlapetes melanolaemus) är en fågel i familjen amerikanska sparvar inom ordningen tättingar.

## Utseende och läte
Svartstrupig snårsparv är en långstjärtad sparvliknande fågel med mörkgrått på ovansida och ansikte, sotgul undersida och roströd hjässa. Den skiljs från andra snårsparvar i sitt utbredningsområde genom kombinationen av gul buk och röd hjässa. Den är mer bjärt färgad än liknande ravinsparven, som dessutom har olivgul rygg. Sången är enkel och visslas fram, medan lätena är tunna och ljusa.

## Utbredning och systematik
Fågeln förekommer i subtropiska Anderna i sydöstra Peru (Cusco och Puno). Den behandlas som monotypisk, det vill säga att den inte delas in i några underarter.

### Familjetillhörighet
Tidigare fördes de amerikanska sparvarna till familjen fältsparvar (Emberizidae) som omfattar liknande arter i Eurasien och Afrika. Flera genetiska studier visar dock att de utgör en distinkt grupp som sannolikt står närmare skogssångare (Parulidae), trupialer (Icteridae) och flera artfattiga familjer endemiska för Karibien.

## Levnadssätt
Svartstrupig snårsparv hittas i fuktiga miljöer utmed Anderna. Där ses den födosöka nära marken i bergsskogar och buskmarker.

## Status
Arten har ett begränsat utbredningsområde och tros minska i antal. IUCN kategoriserar den ändå som livskraftig.